# إيفان تودوروف
إيفان تودوروف هو دبلوماسي صربي (وحمل سابقاً جنسية يوغوسلافيا)، ولد في 1967 في بلغراد في صربيا.

## وصلات خارجية
- إيفان تودوروف على موقع أوليمبيديا (الإنجليزية)